# منتخب مالطا لكرة السلة للسيدات
منتخب مالطا لكرة السلة للسيدات (بالإنجليزية: Malta women's national basketball team) هو ممثل مالطا الرسمي في المنافسات الدولية في كرة السلة للسيدات.